# Tympanis truncatula
Tympanis truncatula är en svampart som först beskrevs av Christiaan Hendrik Persoon, och fick sitt nu gällande namn av Rehm. Tympanis truncatula ingår i släktet tuvskålar och familjen Helotiaceae.  Arten är reproducerande i Sverige. Inga underarter finns listade i Catalogue of Life.